# Grandi speranze (film 2012)
Grandi speranze (Great Expectations) è un film del 2012 diretto da Mike Newell.
Il film è l'adattamento cinematografico del romanzo Grandi speranze di Charles Dickens, già portato sul grande schermo col film del 1946 diretto da David Lean.

## Trama
Un benefattore misterioso offre a un ragazzino grandi speranze di riscatto dalle sue umili origini, invalidando di fatto la sua formazione.
Pip usa il suo nuovo stile di vita per corteggiare la bella Estella educata ad essere glaciale e senza scrupoli, della quale lui è perdutamente innamorato.
Agnizioni e malintesi faranno da contrappunto lungo tutta la storia e la sconvolgente verità, che si cela dietro alla grande fortuna ricevuta, scatenerà una serie di conseguenze devastanti per tutti.

## Produzione

### Riprese
Le riprese del film hanno inizio il 10 ottobre 2011 e si svolgono in Inghilterra, nelle città di Londra, Holdenby, Abbots Langley e l'isola di Sheppey.

### Cast
L'attrice Rooney Mara ha rifiutato il ruolo di Estella, mentre l'attore Alex Pettyfer quello di Pip.

## Promozione
Il primo trailer del film viene pubblicato il 13 agosto 2012. Poco prima dell'uscita in Italia, fissata per il 6 dicembre 2012, è stato diffuso online anche il trailer italiano del film.

## Distribuzione
Il film viene presentato al Toronto International Film Festival nel settembre 2012.
La pellicola viene distribuita nelle sale inglesi ed irlandesi a partire dal 30 novembre 2012 e nel resto d'Europa nel mese di dicembre.

## Riconoscimenti
- 2014 - Saturn Award
  - Candidatura Miglior film indipendente
  - Candidatura Migliori costumi